# Woodhead Publishing
Pour les articles homonymes, voir Woodhead.
Woodhead Publishing Limited était une maison d'édition anglaise internationale d'ouvrages scientifiques et académiques fondée en 1989. Elle fait partie d'Elsevier depuis 2013.

## Histoire

Logo de Woodhead Publishing India.

La Woodhead Publishing Limited est fondée en 1989 par Martin Woodhead. En 2008, elle achète la liste des anciens ouvrages disponibles (en), les futurs ouvrages à venir et les collections de Chandos Publishing à Witney, dans la ville d'Oxford. La collection de Chandos comprenait plus de 250 livres sur les études asiatiques, la gestion de l'information et la gestion des connaissances. La société lance en 2011 la Woodhead Publishing Online, une plateforme recueillant plus 800 livres numériques sur les sciences et technologies. La plateforme était hébergée par MetaPress, une division d'EBSCO Industries (en).
En août 2013, Woodhead, ainsi que ses collections, sont achetées par Elsevier, filiale de RELX Group. Aujourd'hui, les domaines dans lesquels Woodhead se spécialise incluent la science alimentaire, la science des matériaux, la technologie environnementale, la métallurgie, la finance et le textile. Woodhead publie aussi des ouvrages en collaboration avec l'Institut du textile (en) et a auparavant collaboré avec l'Institute of Materials, Minerals and Mining et la fédération européenne de la corrosion.

### Collection
Les collections qu'avaient Woodhead avant son achat par Elsevier étaient Chandos Publishing, Horwood Publishing et Abington Publishing.

## Distinctions
En 2013, Woodhead a été nommé à la Foire du livre de Francfort pour la maison d'édition d'ouvrages scientifiques de l'année. À la Foire du livre de Londres (en) de 2012, Woodhead reçoit le prix d'accomplissement international par la Independent Publishers Guild (en).